# BET
Black Entertainment Television — американский кабельный телеканал, который принадлежит BET Networks, подразделению ViacomCBS. Как наиболее известная телевизионная сеть, ориентированная на афроамериканских зрителей, BET доступен для просмотра 88 млн американских домохозяйств.
Канал был запущен Джоном Мэлоуном 25 января 1980 года и вещал в рамках двухчасового блока вплоть до 1983 года. В 1983 году канал стал полноценной сетью, а его контент включал в себя повторы афро-ситкомов и музыкальные клипы. В 1988 году BET запустил собственные новости, а в 1991 году сеть стала первой компанией с афроамериканцами на управленческих постах, которая получила индекс на Нью-Йоркской фондовой бирже. В 2001 году сеть стала частью медиа-конгломерата Viacom. Начиная с 2000-х канал начал развивать собственные оригинальные программы со сценарием, включая телефильмы, ситкомы (такие как «Игра»), а в 2013 году и первый драматический сериал «Быть Мэри Джейн».

## Критика
Телеканал подвергался усиленной критике за продвижение худших стереотипов об афроамериканцах, как аморальных преступников, наркоманов и людей с пониженной социальной ответственностью в стремлении привлечь больше аудитории за счёт скандальности и сенсационности телепрограмм. Учитывая, что BET является самым популярным телеканалом среди афроамериканцев, создателей обвиняли в том, что они приучают афроамериканских детей к асоциальному поведению, демонстрируя самые дурные образцы для подражания, а также что они увековечивают расистские стереотипы о чёрных, учитывая, что среди аудитории BET также имеется множество белых и нечёрных зрителей. Против телеканала протестовали многие чернокожие знаменитости, в том числе телеканал довольно жёстко критиковался в мультсериале «Гетто».